# Radio Algerien
Radio algérienne (kurz RA; arabisch الإذاعة الجزائرية, DMG al-Iḏāʿa al-ǧazāʾirīya; berberisch ⵕⴰⴷⵢⵓ ⵏ ⵍⵣⴰⵢⴻⵔ Rradyu n Lzayer), auch Établissement public de radiodiffusion sonore (kurz EPRS; arabisch المؤسسة العمومية للإذاعة المسموعة al-Muʾassasa al-ʿumūmīya li-l-iḏāʿa al-masmūʿa) ist die öffentlich-rechtliche Hörfunkanstalt Algeriens. In dem Land herrscht keine direkte Zensur, aber der Präsident, Parlamentsmitglieder, Richter und die Armee sind gesetzlich vor „Diffamierung“ geschützt.

## Geschichte
Die Anfänge des Rundfunks in Algerien gehen auf das Haus Colin zurück, ein Musikinstrumentengeschäft. Erste Sendungen gab es 1923 (Rufzeichen 8DB), ab Dezember 1925 unter den Namen Radio-Alger bzw. Radio Algérie. 1926 übernahm die Post-, Telegrafen- und Telefonverwaltung die Organisation von Radio Alger PTT. Die Sendungen waren überwiegend in französischer Sprache. Im Luzerner Wellenplan erhielt Algerien 1934 die Frequenz 941 kHz (12 kW). 1943 wurde aus Radio Alger nach der alliierten Invasion Nordafrikas kurzzeitig Radio France (siehe auch Vichy-Regime in Nordafrika). 1944 kam ein arabisches, 1948 ein kabylisches Programm hinzu, zusammen bezeichnet als ELAK (émissions en langue arabe et kabyle). 1945 wurde der algerische dem französischen Rundfunk (Radiodiffusion française, RDF; ab 1949 Radiodiffusion-télévision française, RTF) eingegliedert, 1958 als France V bezeichnet. Fernsehsendungen begannen 1956.
Nach der Unabhängigkeit Algeriens 1962 wurde Radiodiffusion Télévision Algérienne (RTA; الاذاعة والتلفزيون الجزائرية) gegründet. 1972 wurde der starke Langwellensender Tipaza eingeweiht. 1986 gab es eine Aufspaltung in vier Gesellschaften, darunter Radio Algerien (Langform bis 1991 Entreprise nationale de radiodiffusion sonore – ENRS, dann Établissement public de radiodiffusion sonore – EPRS). Gesendet wird auf Arabisch, Kabylisch und anderen Berbersprachen sowie Französisch. Ab den 1990er-Jahren wurden die Regionalsender aufgebaut und ab den 2000ern die Spartenprogramme: im Juni 2001 startete Radio Coran, im Februar 2004 Radio Culture, im März 2007 Radio Algérie Internationale (RAI; ehemals: International Service of Radio Algiers), im Januar 2012 Jil FM und im Juni 2023 Zaman FM. Der Sender Ifrikya FM, der im Mai 2023 in verschiedenen Sprachen den Betrieb für Afrika aufnahm und auch auf Kurzwelle zu hören ist, steht mit Radio Algerien in Verbindung.
Gemeinsam mit seinen 48 Regionalsendern erreicht Radio Algerien rund 20 Millionen Hörer.

## Landesweite Radiosender
3 Vollprogramme:
- Chaîne 1 (القناة الأولى al-Qanāh al-ūlā), Vollprogramm in arabischer Sprache
- Chaîne 2 (Rradyu tis snat, ehemals auch Amaṭaf wis sin),[8] Vollprogramm in Berbersprachen
- Chaîne 3, Vollprogramm in französischer Sprache

5 Spartenprogramme:
- Radio Coran (إذاعة القرآن الكريم Iḏāʿat al-Qurʾān al-karīm), religiöses Programm
- Radio Culture (الإذاعة الثقافية al-Iḏāʿa aṯ-ṯaqafiyya), Kulturprogramm
- Radio Algérie Internationale, Auslandsdienst auf Arabisch, Französisch, Englisch (14:30 algerischer Zeit) und Spanisch (15:00 algerischer Zeit)
- Jil FM (FM جيل ‚Generation‘), Jugendprogramm
- Zaman FM (FM زمان ‚Zeit‘), Programm zur Pflege des kulturellen Erbes

## 48 Regionalsender
Es gibt 48 Regionalsender (الإذاعات الجهوية), einen für jede der Provinzen in der Einteilung von 1984 bis 2019, darunter:
- Radio El Bahdja (إذاعة البهجة Iḏāʿat al-bahǧa ‚Radio Frohsinn‘) für Algier (gegründet 1992)
- Radio Adrar, sendet auf Arabisch und in den Dialekten „Zennati“ und „Tergui“ (gegründet 1996 in Adrar)
- Radio Biskra, sendet auf Arabisch (gegründet 1999 in Biskra)
- Radio Blida, sendet auf Arabisch für die Region Mitidja (gegründet 2011 in Blida)
- Radio Tizi Ouzou, sendet auf Kabylisch (gegründet 2011 in Tizi Ouzou)[8]